# Регіони Норвегії

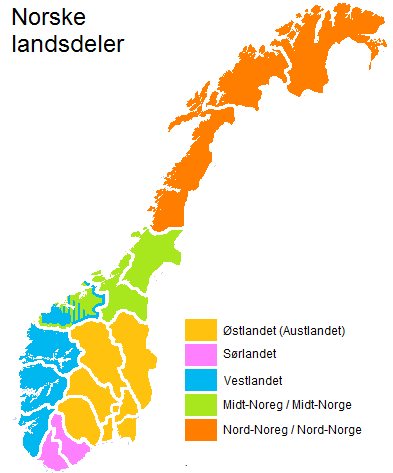
п'ять традиційних регіонів Норвегії.

У Норвегії виділяють п'ять регіонів:
- Естланн
- Серланн
- Вестланн
- Тренделаг
- Нур-Норге

Східний район (Естланн) — це найбільш економічно розвинута частина Норвегії. У місті Осло представлений широкий спектр промислових галузей, у тому числі металургія, машинобудування, борошномельна, поліграфічна, а також майже вся текстильна промисловість. Осло — центр суднобудування, на який припадає близько 1/5 всіх зайнятих у промисловості країни. На північний схід від Осло розташоване місто Сарпсборґ, другий за величиною промисловий центр країни. У Скагерраку розташовані підприємства лісопильної і целюлозно-паперової промисловості, які працюють на основі місцевої сировини. З цією метою використовуються лісові ресурси басейну р. Гломма. На західному березі Осло-фіорду, на південний захід від Осло, розташовані міста, промисловість яких пов'язана з морем і переробкою морепродуктів. Це центр суднобудування Тенсберґ і колишня база норвезького китобійного флоту Саннефіорд.
Південний район (Серланн) в економічному відношенні найменш розвинутий. Третина району вкрита лісами, колись тут був важливий центр торгівлі лісом. Наприкінці XIX ст. цю територію залишило багато населення. Сьогодні населення в основному зосереджене в ряді невеликих прибережних міст, які є популярними літніми курортами. Головні промислові підприємства — металургійні заводи в Крістіансанні, що випускають мідь і нікель.
У Південно-західному районі (Вестланні) сконцентровано приблизно 25 % населення країни. Між Ставангером і Крістіансунном знаходяться 12 великих фіордів. Розвиток сільського господарства обмежений через гірський рельєф фіордів і скелястих островів. Хліборобство поширене в долинах річок і ділянках терас уздовж фіордів. У цих місцях в умовах морського клімату розташовані широкі пасовища, а в деяких приморських районах — плодові сади. Порти південно-західної Норвегії, зокрема Олесунн, є базами зимового промислу оселедця. По всій території району розташовані металургійні і хімічні заводи, які використовують багаті ресурси гідроенергії. Берген є головним центром обробної промисловості району. В цьому місті і сусідніх селищах знаходяться машинобудівні, борошномельні і текстильні підприємства. З 1970-х років Ставангер, Саннес і Сула є основними центрами, в яких підтримується інфраструктура видобутку нафти і газу на шельфі Північного моря, тут знаходяться нафтопереробні підприємства.
Четвертий за значенням з числа великих економічних районів Норвегії — Західно-центральний (Тренделаг), який прилягає до Троннгеймс-фйорду, з центром у Тронгеймі. Відносно плоска поверхня і родючі ґрунти на морських глинах сприяли розвитку хліборобства, яке виявилося конкурентоспроможним з хліборобством району Осло-фйорду. Чверть території вкрита лісами. В цьому районі розробляються родовища корисних копалин, особливо мідних руд і піритів.
Північний район (Нур-Норге) розташований більшою частиною на північ від Північного полярного кола. У ньому немає великих запасів деревини й гідроенергії, як на півночі Швеції й Фінляндії, на шельфовій зоні знаходяться найбагатші у Північній півкулі рибні ресурси. Берегова лінія має велику довжину. Рибальство, найдавніше заняття населення на півночі, і досі дуже поширене, однак все більшого значення набуває гірничодобувна промисловість. За розвитком цієї галузі Північна Норвегія посідає провідне місце в країні. Розробляються залізорудні родовища. Видобуток залізних руд і робота на металургійному комбінаті в Му-і-Рані приваблюють у цей район переселенців з інших частин країни, однак кількість населення всього Північного району не перевищує кількості населення Осло.
Виробництво електроенергії. На частку ГЕС в 1994 р припадало 43 % всіх виробництва енергії, на частку нафти — також 43 %, на частку природного газу — 7 %, вугілля і деревини — 3 %.